# Philippe Moureaux

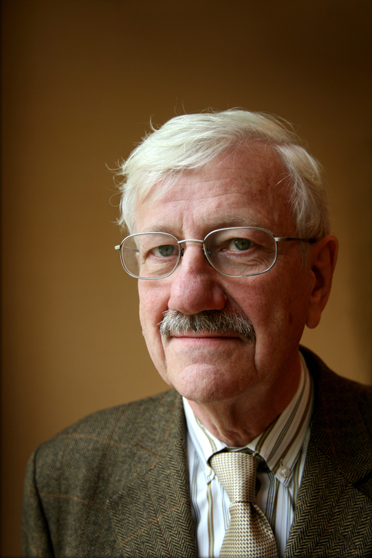
Philippe Moureaux (2016)

Philippe Moureaux (* 12. April 1939 in Etterbeek; † 15. Dezember 2018) war ein belgischer Politiker der Parti Socialiste (PS). Moureaux war ein Mitglied zahlreicher Föderalregierungen aus den achtziger Jahren und Ministerpräsident der Französischen Gemeinschaft. Er war langjähriger Bürgermeister von Molenbeek-Saint-Jean/Sint-Jans-Molenbeek und zudem Vizepräsident der PS und Vorsitzender der Brüsseler Föderation der Partei. Nachdem er bei den Kommunalwahlen in Belgien 2012 sein Mandat verloren hatte, kündigte er seinen Rückzug aus der Politik an. Seit 1995 trug er den Ehrentitel „Staatsminister“.

## Leben
Philippe Moureaux war der Sohn des ehemaligen Ministers Charles Moureaux. Er studierte an Université Libre de Bruxelles (ULB), wo er als „Docteur en philosophie et lettres“ promovierte. Danach war als Historiker und Professor an derselben Universität tätig. Moureaux galt als Spezialist der österreichischen Niederlande und konnte mehrere wissenschaftliche Veröffentlichungen über dieses Thema vorweisen.
Moureaux war der Ehemann von Françoise Dupuis, der ehemaligen sozialistischen Ministerin und Parlamentspräsidentin der Region Brüssel-Hauptstadt. Sein Bruder Serge Moureaux war ebenfalls als Lokalpolitiker in Etterbeek, Abgeordneter und Senator für die PS tätig. Philippe Moureaux hat drei Töchter, seine Tochter Catherine Moureaux saß von 2012 bis 2015 als Vertreterin der PS im Gemeinderat von Schaerbeek/Schaarbeek. Sie zog im Anschluss nach Molenbeek und wurde dort im Jahr 2018 Bürgermeisterin.
2010 heiratete der damals 71-jährige Philippe Moureaux, der zu der Zeit noch als Bürgermeister von Molenbeek im Amt war, seine 35 Jahre alte Lebensgefährtin Latifa Benaicha.
Mitte Dezember 2018 verstarb Moureaux, der 2017 seine Krebserkrankung bekannt gab, im Alter von 79 Jahren. Zwei Wochen vor Moureaux' Tod wurde sein Haus in der Nähe von Namur durch einen Brand verwüstet. Eine Brandstiftung wurde nicht ausgeschlossen.

## Politische Laufbahn
Philippe Moureaux machte politische Karriere bei der Parti Socialiste (PS). Von Anfang an war das politische Wirken von Moureaux mit der institutionellen Entwicklung und der Verwandlung Belgiens in einen Bundesstaat verknüpft.
Als er 1980 sein erstes Amt als Justizminister in der Regierung unter Wilfried Martens antrat, machte Moureau durch ein Gesetz vom 30. Juli 1981, das fortan als das „Moureaux-Gesetz“ bekannt wurde, auf sich aufmerksam: Durch dieses Gesetz wurden erstmals in Belgien Rassismus und Xenophobie strafbar gemacht.
Sein Einfluss während der zweiten Staatsreform von 1980, bei der die Französische Gemeinschaft als Nachfolgerin der französischen Kulturgemeinschaft aus der Taufe gehoben wurde, war entscheidend. Somit wurde er im Jahr 1981 als erster Ministerpräsident dieser neuen Institution vereidigt. Doch es ist vor allem die Aushandlung der dritten Staatsreform von 1988 und 1989, bei der einerseits das Unterrichtswesen – einer der größten Haushaltsposten des Landes – an die Gemeinschaften übertragen wurde, und andererseits die Region Brüssel-Hauptstadt mit ihren Eigenheiten, die das sensible Gleichgewicht zwischen französischsprachigen und niederländischsprachigen Bürgern in der Hauptstadt garantieren sollen, die Moureaux als Spezialisten für Staatsreformen avancieren ließen. Es war daher naheliegend, dass Moureaux bei allen folgenden Staatsreformen für die PS am Verhandlungstisch saß, so auch bei der Suche einer Lösung für den Wahlkreis Brüssel-Halle-Vilvoorde (BHV).
In den neunziger Jahren verabschiedete sich Moureaux von seinen Ministerämtern und konzentrierte sich auf seine Karriere als Parlamentarier und Bürgermeister von Molenbeek-Saint-Jean/Sint-Jans-Molenbeek. Moureaux galt als Bürgermeister dieser Gemeinde, die eine große Anzahl Personen mit Migrationshintergrund (vor allem aus Marokko und der Türkei) besitzt, als ein Verfechter des Rechts für nicht-europäische Bürger, an den Kommunalwahlen teilzunehmen. Der Gesetzesvorschlag, der später zum Gesetz vom 19. März 2004 zur Gewährung des Stimmrechts für die Gemeindewahlen an Ausländer wurde, trägt ebenfalls seine Unterschrift.
Philippe Moureaux war aber auch in der belgischen Politik dafür bekannt, besonders harte Positionen einzunehmen und markige Sätze von sich zu geben. So bezeichnete er beispielsweise den liberalen Vizepremier und Finanzminister Didier Reynders (MR) als rechtsextrem. Bei den Verhandlungen über die Zukunft des Wahlkreises Brüssel-Halle-Vilvoorde war er einer der wenigen frankophonen Politiker, die eine Teilung des Wahlkreises offen akzeptierten, was bei verschiedenen anderen Frankophonen für Unmut sorgte.
Nachdem er bei den Kommunalwahlen in Belgien 2012 sein Mandat an Bernard Clerfayt (FDF) verloren hatte, zog er sich aus der aktiven Politik zurück.

## Ehrungen
Philippe Moureaux war seit dem 3. Dezember 1987 Kommandeur des Leopoldsordens und wurde am 19. Mai 1995 mit dem Großkreuz des Ordens Leopolds II. ausgezeichnet. Seit dem 30. Januar 1995 durfte er den Ehrentitel „Staatsminister“ tragen und war seit dem 19. Mai 1995 Honorarmitglied der belgischen Abgeordnetenkammer.
Er war ebenfalls Honorarprofessor an der Université Libre de Bruxelles (ULB).

## Kritik
Moureaux wurde von seinen politischen Gegnern allgemein eine lasche Amtsführung sowie Klientelismus vorgeworfen.
Die Amtsführung Moureaux’ als Bürgermeister von Molenbeek geriet besonders im Anschluss an die Terroranschläge am 13. November 2015 in Paris in die Kritik, weil radikalisierte Muslime aus dem Bezirk eine führende Rolle bei der Planung und Ausführung gespielt hatten. Moureaux kannte die Familie Abdeslam persönlich und hatte Mohamed, einem Bruder von Salah Abdeslam, bei der Gemeinde eine Anstellung verschafft. Charles Michel, der damals Premierminister in der föderalen Regierung Belgiens war, sprach von einer „immensen Verantwortung“ seitens Moureaux.
Im Juni 2011 zog sich die US-amerikanische Werbeagentur BBDO aus Molenbeek zurück, nachdem zehn Mitarbeiter in einem offenen Brief an Moureaux wegen der über 150 Angriffe auf BBDO-Mitarbeiter die Amtsführung des Bürgermeisters kritisiert hatten. Dieser hatte zuvor die Vorwürfe der Mitarbeiter über Kriminalität auf den Molenbeeker Straßen als „Zwischenfälle“ (incidents) abgetan bzw. Kritik an der Sicherheit auf den Straßen als „auf Lügen beruhend“ (basé sur des mensonges) zurückgewiesen.
Der niederländische Fotograf Teun Voeten, der von 2005 bis 2014 mit seiner Familie in Molenbeek gelebt hatte, gab nach neun Jahren entnervt die Hoffnung auf eine Besserung der Zustände auf, bezeichnete den Stadtteil als eine „religiöse Enklave“ und fand scharfe Worte für Philippe Moureaux, der von 1992 bis 2012 als Bürgermeister Verantwortung trug. Der ehemalige sozialistische Bürgermeister habe Molenbeek wie sein privates Lehen regiert, habe die „Kultur der Verleugnung“ perfektioniert und sei zu einem großen Teil für den gegenwärtigen Zustand des Viertels verantwortlich. Teun Voeten beklagte zudem, dass Menschen mit anderen Lebensentwürfen, wie Homosexuelle oder Juden, regelrecht weggeekelt würden.
Noch Ende 2011, also kurz vor seiner Abwahl, wies Moureaux sämtliche Kritik zurück und beschuldigte seinerseits die Kritiker, dass sie das Modell des Zusammenlebens zwischen den verschiedenen Gemeinschaften in Molenbeek zerstören wollten. In Wahrheit sei Molenbeek ein „mustergültiges Laboratorium für multikulturelles Zusammenleben“. Um das Modellprojekt weiter voranzutreiben, verlangte Moureaux deshalb zusätzliche finanzielle Mittel zur Verfügung zu stellen.
In einem vorhergehenden Zeitungsinterview im Sommer 2011 hatte Moureaux jedoch gewisse Probleme eingeräumt, gab allerdings dem Mangel an einsatzfähigen Polizeibeamten unter anderem die Schuld. Die U-Bahnstation „Ribaucourt“ in Molenbeek bezeichnete Moureaux in dem Interview als seinen „persönlichen Alptraum“. Es würden dort täglich Verhaftungen durchgeführt, jedoch nütze dies nichts, da ständig neue Kriminelle nachrücken würden.
Der Politikwissenschaftler Dave Sinardet von der VUB vertrat die Sichtweise, dass Moureaux die Probleme des Zusammenlebens unterschätzt habe. Jeder Bericht über Radikalisierung und Kriminalität in Molenbeek sei von ihm als Kritik an der multikulturellen Gesellschaft an sich aufgefasst worden. Sinardet fügte jedoch hinzu, dass andere Parteien in der Gemeinde zusammen mit Philippe Moureaux in der Mehrheit saßen und die Politik teilweise mitgetragen, beziehungsweise nicht genug dagegen unternommen hätten. Hinzu käme, dass die Aufdeckung potenzieller Terroristen in erster Linie in der Verantwortung der Sicherheits- und Nachrichtendienste liege.
Françoise Schepmans, die 2012 Nachfolgerin von Moureaux im Bürgermeisteramt wurde, warf im Jahr 2015 dem ehemaligen Bürgermeister vor, die Realität hinsichtlich seines „sozio-multikulturellen Laboratoriums“ zu leugnen und räumte ein, dass Verantwortliche die Augen verschlossen hätten.

## Übersicht der politischen Ämter
- 1980: Minister für Inneres und institutionelle Reformen in der Regierung Martens III
- 1980–1981: Minister für Justiz und institutionelle Reformen in den Regierungen Martens IV und M. Eyskens
- 1981–1995: Mitglied der Abgeordnetenkammer (teilweise verhindert)
- 1981–1985: Ministerpräsident der Französischen Gemeinschaft
- 1983–2012: Gemeinderatsmitglied von Molenbeek-Saint-Jean/Sint-Jans-Molenbeek
- 1988: Ministerpräsident der Französischen Gemeinschaft
- 1988–1989: Vizepremierminister und Minister der Brüsseler Region und für institutionelle Reformen in der Regierung Martens VIII
- 1989–1991: Vizepremierminister und Minister der Brüsseler Region und für institutionelle Reformen, beauftragt mit der Neustrukturierung des Ministeriums für nationales Unterrichtswesen in der Regierung Martens VIII (nach Umstrukturierung)
- 1991–1992: Vizepremierminister und Minister der Brüsseler Region und für institutionelle Reformen, beauftragt mit der Neustrukturierung des Ministeriums für nationales Unterrichtswesen und des Ministeriums der Brüsseler Region in der Regierung Martens IX
- 1992–1993: Minister für Soziales in der Regierung Dehaene I
- 1992–2012: Bürgermeister von Molenbeek-Saint-Jean/Sint-Jans-Molenbeek
- 1999–2014: direkt gewählter Senator

## Schriften
- Truck-system et revendications sociales dans la sidérurgie luxembourgeoise du XVIIIe siècle. Brüssel, Éd. de l’Institut de sociologie, 1968.
- Les Comptes d'une société charbonnière à la fin de l'Ancien Régime (La société de Redemont à Haine-St-Pierre - La Hestre). Brüssel, Palais des Académies, 1969.
- Les préoccupations statistiques du gouvernement des Pays-Bas Autrichiens et le dénombrement des industries dressé en 1764. Brüssel, Éditions de l’Université de Bruxelles, 1971.
- La Soupière chinoise. Brüssel, éditions Luc Pire, 2011.